# Сент-Меріс (аеропорт)
Аеропорт Сент-Меріс або Аеропорт островів Сіллі (англ. St Mary's Airport) (IATA: ISC, ICAO: EGHE) — аеропорт, розташований за 1,9 км на схід від Г’ю-таун на островах Сіллі, на південний захід від Корнуолла, Велика Британія. 
Це єдиний аеропорт, який обслуговує острови Сіллі, обслуговуючи весь повітряний рух до та з островів. 
Аеропорт належить герцогству Корнуолл та на початок XXI сторіччя управляється Радою островів Сіллі.

## Зручності
Термінал в аеропорту працює цілий рік, поки аеропорт працює. У ньому є буфет, туалети, а також доступ для інвалідних візків за запитом. Аеропорт використовується як місце посадки для деяких екстрених служб, таких як пошуково-рятувальний літак Її Величства Берегова охорона (базується в аеропорту Ньюквей) і Корнуоллська повітряна швидка допомога, а також є адміністративною базою пожежно-рятувальної служби островів Сіллі.

## Авіалінії та напрямки
| Авіакомпанія           | Пункт призначення                    |
| ---------------------- | ------------------------------------ |
| Isles of Scilly Skybus | Лендз-Енд Сезонно: Ексетер, Корнуолл |
| Sloane Helicopters     | Пензанс                              |

## Статистика
Див. джерело запитів Вікіданих та джерела.